# Британская имперская выставка
Брита́нская импе́рская вы́ставка (англ. British Empire Exhibition) — колониальная выставка, проходившая в Уэмбли, Мидлсекс, в 1924 и 1925 годах.

## История
В 1922 году стартовал мировой рекламный тур, возглавляемый Эрнестом Белчером и длившийся 10 месяцев; в туре Белчера сопровождали Агата Кристи и её муж Арчи.
Выставка была открыта 23 апреля 1924 года королём Георгом V. Британская империя на тот момент состояла из 58 колоний и зависимых территорий и только Гамбия и Гибралтар не приняли участие в выставке. Стоимость выставки составила £ 12 миллионов и стала крупнейшей, по тем временам, выставкой в мире — её посетили 27 миллионов человек.
Официальной целью выставки было «стимулирование торговли, укрепления связей, которые сплотят мать-Метрополию с её сёстрами-Штатами и Дочерьми, для создания более тесного контакта между ними, для того, чтобы все, кто верен Британскому флагу, встретились на общей земле и узнали друг друга лучше». Архитектором проекта стал Максвелл Айртон. Тремя основными зданиями стали Дворцы Промышленности, Техники и Искусства. Дворец Техники был крупнейшим железобетонным зданием в мире, возведённым по быстрому методу строительства.
Для выставки специально были построены кольцевая ж/д линия и станции, соединившие выставку со станцией Марлибон. Здания были соединены меж собой легкорельсовым транспортом, в том числе и винтовой «безостановочной железной дорогой».
Большинство выставочных залов предназначались для временного пользования и были впоследствии разрушены, но, по крайней мере Дворец инженерии и Британский Правительственный павильон уцелели в 1970-е годы благодаря высокой стоимости демонтажа огромных бетонных конструкций. Имперский бассейн стал Ареной Уэмбли и, по предложению председателя выставочного комитета, шотландца сэра Джеймса Стивенсона, Имперский стадион был сохранён; он стал стадионом Уэмбли, домом английского футбола вплоть до 2002 года, когда здание было снесено, чтобы заменить его на новый стадион.
Торжественная «Театрализованная империя», организованная мастером Ласселлесом, прошла в рамках выставки на Имперском стадионе 21 июля 1924 года; специально по этому случаю мастером королевской музыки, недавно назначенным сэром Эдуардом Элгаром, была написана Империя марта и музыка для серии песен на слова Альфреда Нойеса. Однако, заключительная речь принца Альберта на выставке 31 октября 1925 года обернулась тяжким испытанием как для оратора, так и для слушателей из-за выраженного заикания принца, что побудило Альберта обратиться логопеду—самоучке Лайонелу Логу.
Дирекция выставки просила Имперский студенческий комитет Королевского колониального института помочь им с образовательным аспектом выставки, в результате чего в 1924 году в Лондоне под редакцией Хью Ганна была выпущена 12-томная книга «The British Empire: A survey».
Дворец Техники стал домом фехтования на Летних Олимпийских играх 1948 года.

### Почтовые марки
Выставка также стала поводом к первому выпуску памятных почтовых марок в Англии. Две марки были выпущены 23 апреля 1924 года, номиналом 1 пенни в алом цвете и 1+1⁄2 пенни в коричневом; на обоих марках была надпись «Британской империи выставка 1924». Разработаны марки были Гарольдом Нельсоном. Вторая партия марок была выпущена 9 мая 1925 года и идентична первой за исключением даты в надписи. Кроме марок было выпущено множество конвертов, открыток и плакатов.

### Железнодорожная выставка
В выставке приняли участие несколько железнодорожных компаний; в некоторых случаях компании выставляли свои новейшие локомотивы или вагоны. Среди экспонатов во «Дворце техники» был, знаменитый теперь, железнодорожный локомотив LNER no. 4472 Flying Scotsman; он был объединён в 1925 году с GWR 4079 Pendennis Castle. Несколько других железнодорожных локомотивов также экспонировались: в 1925 году Южная железная дорога выставила no. 866 SECR N class, являвшийся на тот момент совершенно новым, не введённый в эксплуатацию до 28 ноября 1925 года. Выставка 1924 включала и локомотив LNWR Prince of Wales Class London and North Western Railway (LNWR), который был построен для выставки шотландским производителем локомотивов William Beardmore and Company. William Beardmore and Company ранее строил подобные локомотивы для LNWR, которая в 1923 году стала составной частью вновь образованной London, Midland and Scottish Railway (LMS); по окончании выставки в ноябре 1924 года LMS выкупил паровоз у William Beardmore and Company. В 1924 году Metropolitan Railway представила одну из последних машин кольцевой линии, первый класс которых был представлен годом ранее. В 1925 году во Дворце жилищного строительства и транспорта Metropolitan выставил электровоз no. 15 с удалёнными с одной стороны панелями, дверьми и рамами для внутреннего обзора, построенный в 1922 году. Через несколько лет он был назвал «Уэмбли 1924» в честь выставки.

## «Лондон защищённый»
С 9 мая по 1 июня 1925 года, 6 ночей, 32 эскадрилья Королевских военно-воздушных сил Великобритании показывала воздушную постановку «Лондон защищённый». Подобный показ был организован годом ранее, когда самолёты, окрашенные в чёрный, в ночное время в воздухе выступали в рамках выставки Уэмбли; среди них был и Sopwith Snipe, окрашенный в красный и снабжённый белыми огнями на крыльях, хвосте и фюзеляже. Показ включал в себя стрельбу холостыми патронами по стадиону и выброс пиротехники из самолётов для имитации шрапнельных залпов и орудий на земле; взрывы на земле также производили эффект падения с самолётов бомб на стадион. Одним из пилотов показа стал Чарльз Скотт, который позже станет известен как автор трёх самостоятельных перелётов Англия—Австралия и победитель авиагонки на приз МакРобертсона в 1934 году, в которой вторым пилотом был Том Блэк.

## В популярной культуре
- Выставка является ключевой локацией рассказа Вудхауза «Поразительное происшествие со стариной Биффи», в котором сэр Родерик Глоссоп[англ.] описывает её как «в наивысшей степени поглощающую и образовательную коллекцию предметов, одушевленных и неодушевленных, привезённых со всех уголков империи, которая когда-либо в истории Англии была собрана». Берти Вустер, впечатлённый несколько меньше, отмечал, что «миллионы людей, без сомнения, таковы по своей натуре, что будут кричать от радости и волнения от зрелища чучела рыбы-ежа или стеклянной банки семян из Западной Австралии — но не Бертрам» и крадётся прочь в бар плантаторов в западной части Индийского отдела.
- С закрытия имперской выставки начинается фильм «Король говорит!» 2010 года, где герцог Йоркский Альберт (будущий король Георг VI) безуспешно пытается прочитать речь из-за серьёзного заикания.